# Харлоу
Харлоу (на английски: Harlow) е град, намиращ се в графство Есекс, Англия. Населението на града е 78 768 души (2005), а гъстотата на населението – 2,557 д/км². Харлоу се намира в югоизточна Англия.

## Етимология на името
Името идва от англосаксонските думи here и hlaw, които заедно означават „военен хълм“. Това име вероятно идва от хълма Мълбъри, който се използва като мястото за срещи на водачите на околиите. Селището, споменато в книгата Домсдей, се е развило като типично селско общество, образувало се около това, което днес е известно като стар Харлоу като много от старите сгради все още стоят.

## Побратимени градове
- Хавиржов, Чехия
- Ставангер, Норвегия
- Вьолизи Виякубле, Франция